# Sluis

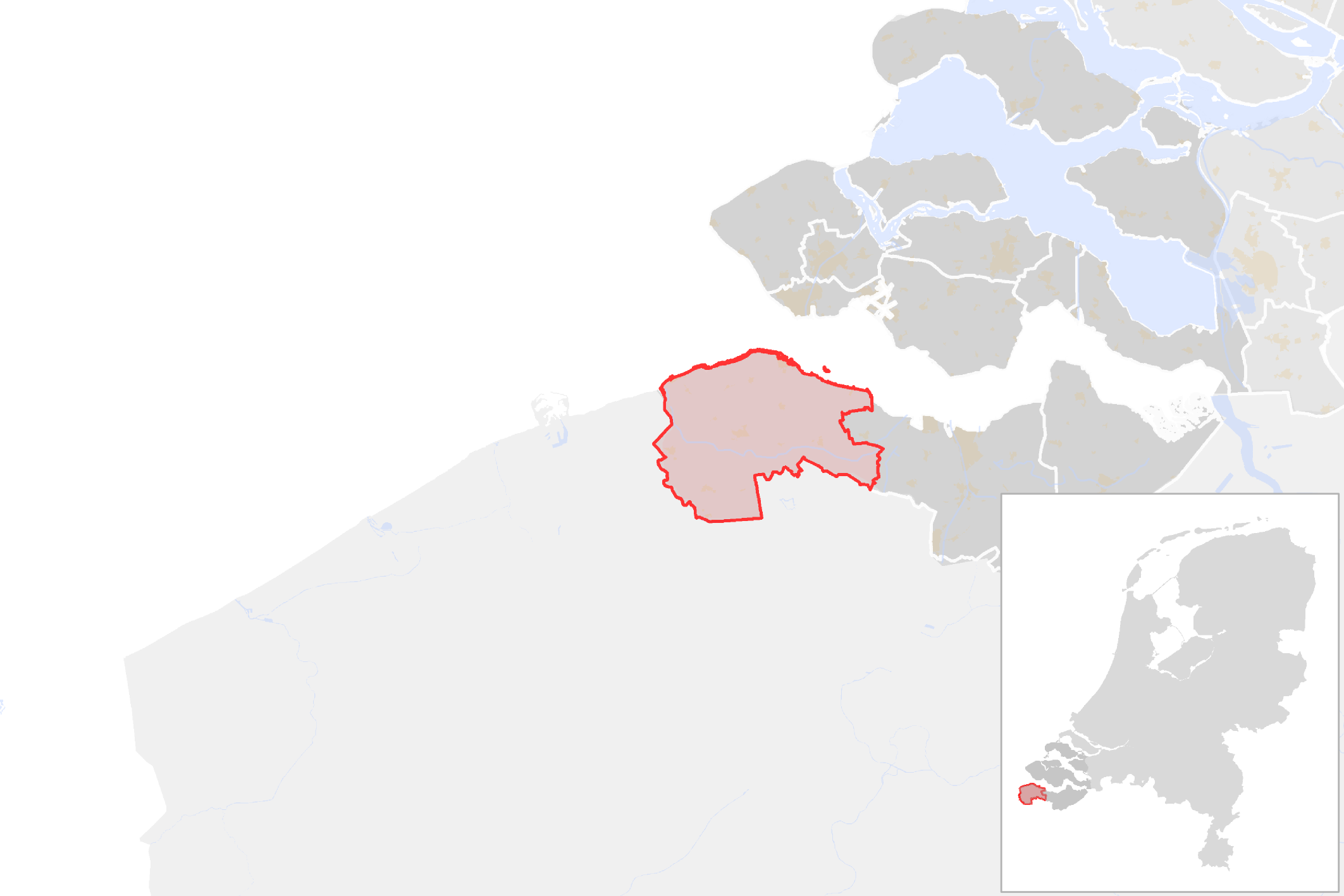
Município de Sluis

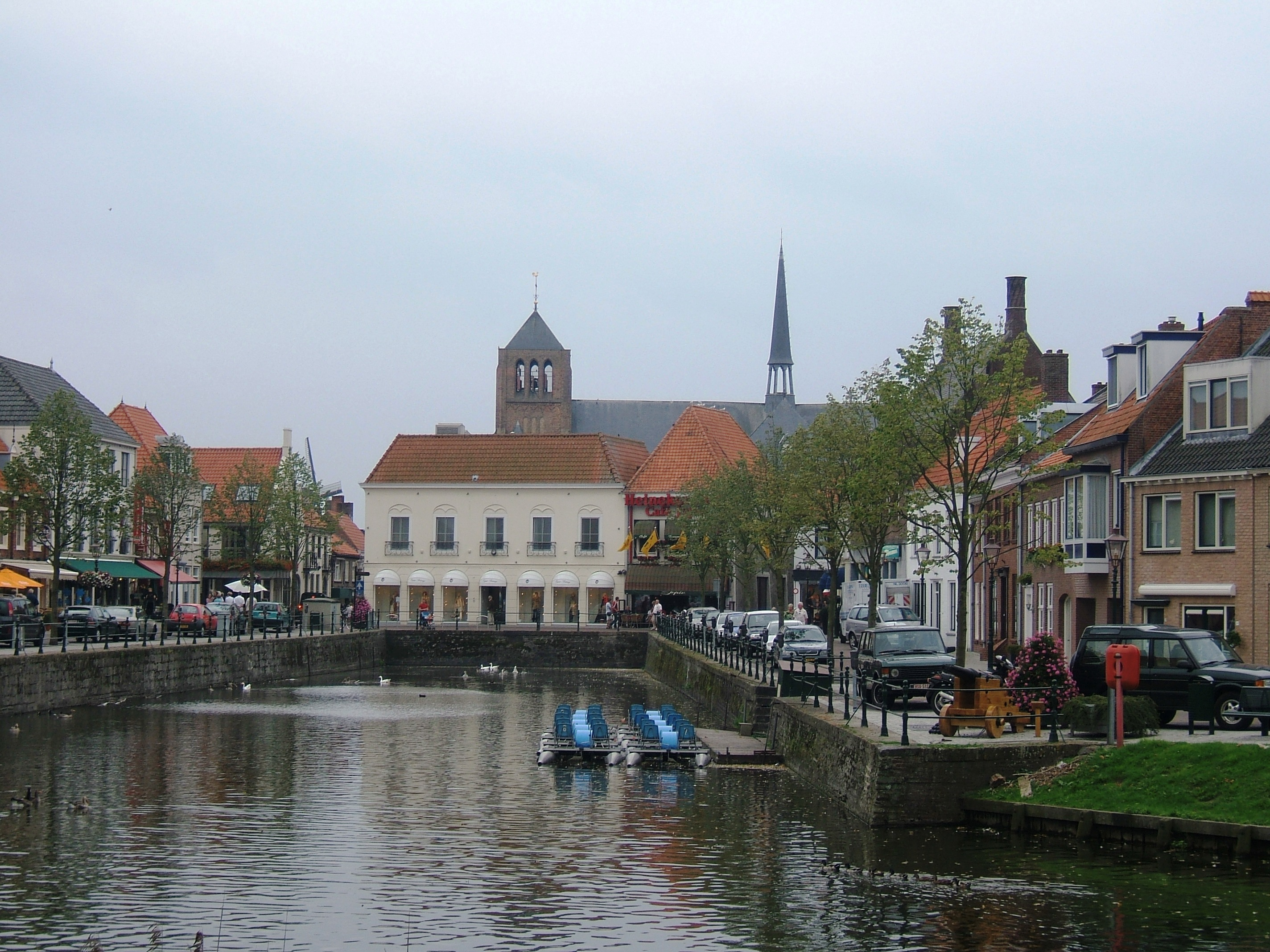
Canal e igreja em Sluis

Sluis (em zeêuws e flamengo ocidental: Sluus) é um município situado nos Países Baixos, na província da Zelândia. Surgiu da fusão dos municípios de Oostburg e Sluis-Aardenburg. Sua população estimada em 2019 era de 23 526 habitantes. Ocupa uma área total de 308,43 km². Consiste da cidade principal Oostburg e das localidades Aardenburg, Biervliet, Breskens, Cadzand, Eede ZLD, Groede, Hoofdplaat, Ijzendijke, Nieuwvliet, Retranchement, Schoondijke, Sint Kruis, Sluis, Waterlandkerkje, Zuidzande.
Sluis está localizada na Zeêuws-Flandres e nas margens do rio Escalda e do mar do Norte.
Tornou-se uma cidade em 1290. No pequeno centro, é possível visitar o único forte neerlandês. No passado, tinha uma ligação ao mar do norte, através de um canal. Ainda existe um pequeno porto, perto do centro. As antigas muralhas permanecem também quase intactas.
No Verão, muitos turistas que visitam a costa da Flandres, acabam por visitar também Sluis. Apesar de ser constituída por um número reduzido de habitantes, possui um grande número de lojas. Fica situada a 2km da fronteira com a Bélgica, atraindo também muitos turistas compradores daquele país. É também conhecida pelas muitas lojas de artigos de sexo que possui e pelo restaurante Oud Sluis (Sluis antiga), considerado um dos três melhores dos Países Baixos.
A palavra neerlandesa Sluis significa trinco.

## Nascidos em Sluis
- Catharina van Orliens (1647-1680).
- Johan Hendrik van Dale (1828-1872), o criador do grande dicionário da língua neerlandesa.

## Curiosidades
Muito perto de Sluis, passa a auto-estrada E9, que se estende desde Portugal até aos países bálticos.